# کیمبرلی، ناتینگهام‌شر
latitudeکیمبرلی، ناتینگهام‌شرlongitudeکیمبرلی، ناتینگهام‌شر
کیمبرلی، ناتینگهام‌شر (به انگلیسی: Kimberley, ناتینگهام‌شر) یک شهرک در بریتانیا است که در انگلستان واقع شده‌است.

## خصوصیات
کیمبرلی ۶٬۸۴۹ نفر جمعیت دارد.

## خواهرخوانده
شهر اشیرول خواهرخواندهٔ کیمبرلی، ناتینگهام‌شر هست.